# Círculo Dorado (Islandia)

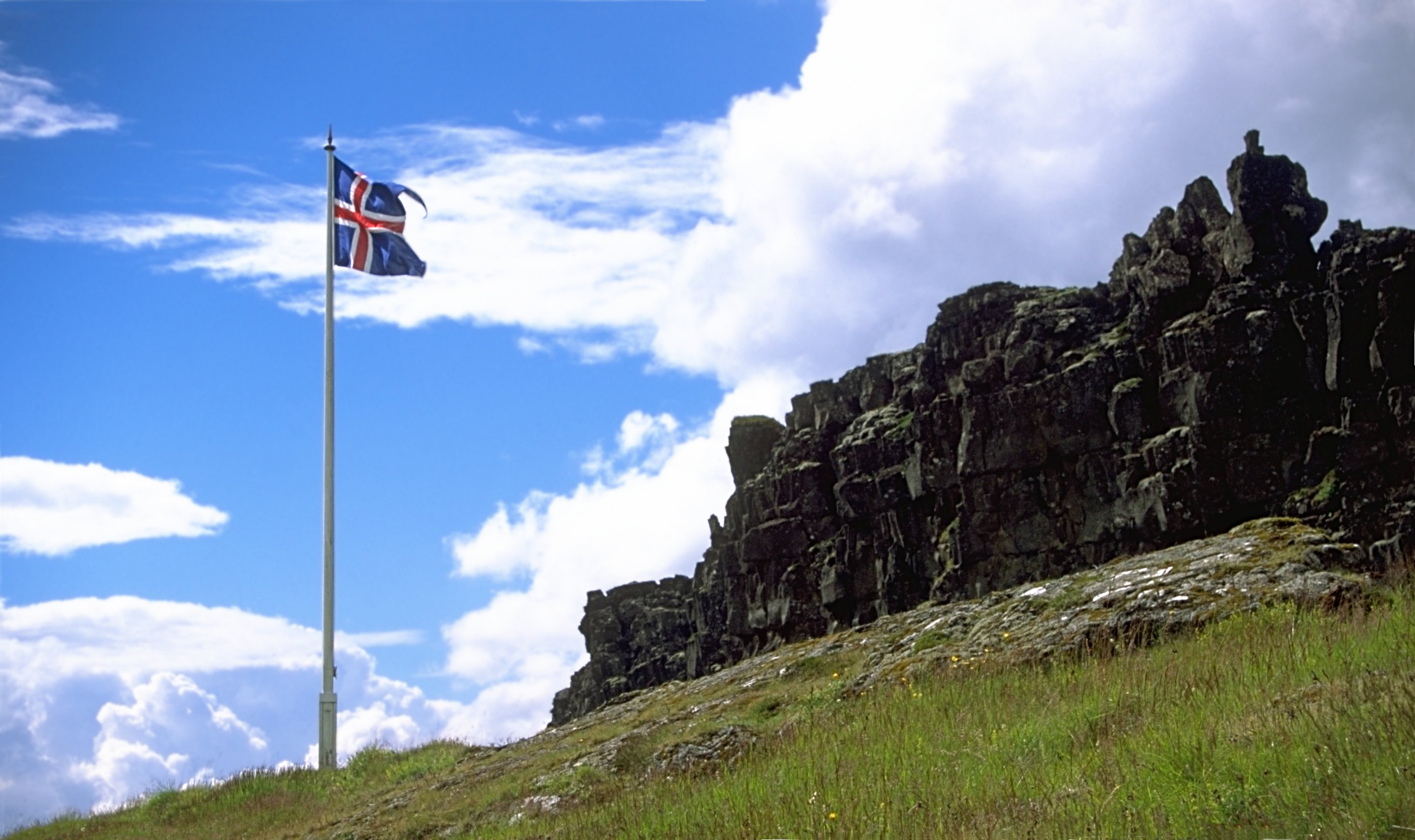
Parque nacional Þingvellir.

El Círculo Dorado es una ruta turística muy popular en el sur de Islandia, de unos 300 kilómetros de recorrido comenzando y acabando en Reikiavik y que se adentra en el corazón de la isla. Esta ruta contiene la mayor parte de las excursiones y las principales actividades relacionados con el turismo y los viajes en Islandia.

## Características
Las tres paradas principales de la ruta son Þingvellir, Gullfoss y el valle de Haukadalur, con gran actividad geotermal y donde se encuentran los géiseres Geysir y Strokkur. Þingvellir es un parque nacional con especial importancia histórica y belleza natural; Gullfoss ('cascada dorada') es una espectacular cascada y los dos grandes géiseres Strokkur y Geysir son de visita obligada.
Otras paradas menos frecuentes incluyen el cráter volcánico Kerið, el pueblo-invernadero Hveragerði, la iglesia Skálholt y la planta de energía geotérmica Nesjavellir.